# V.League 1 2015
Die V.League 1 2015, aus Sponsorengründen auch als Toyota V.League 1 bekannt, war die 32. Spielzeit der höchsten vietnamesischen Fußballliga seit ihrer Gründung im Jahr 1980. Die Saison begann am 4. Januar und endete am 20. September 2015. Titelverteidiger war Becamex Bình Dương.

## Mannschaften
- Aufsteiger aus der V.League 2

FC Đồng Tháp
Sanna Khánh Hòa BVN
XSKT Cần Thơ
- Absteiger 2014 in die V.League 2

Hùng Vương An Giang
| Verein              | Beheimatet in, Provinz  | Stadion           |
| ------------------- | ----------------------- | ----------------- |
| Becamex Bình Dương  | Thủ Dầu Một, Bình Dương | Gò-Đậu-Stadion    |
| CLB Đồng Nai        | Biên Hòa, Đồng Nai      | Đồng Nai Stadium  |
| Đồng Tâm Long An    | Tân An, Long An         | Long An Stadium   |
| FC Đồng Tháp        | Cao Lãnh, Đồng Tháp     | Cao Lãnh Stadium  |
| Hà Nội T&T          | Hanoi                   | Hàng Đẫy Stadium  |
| Hải Phòng FC        | Hải Phòng               | Lạch Tray Stadium |
| Hoàng Anh Gia Lai   | Pleiku, Gia Lai         | Pleiku Stadium    |
| QNK Quảng Nam       | Tam Kỳ, Quảng Nam       | Tam Kỳ Stadium    |
| Sanna Khánh Hòa BVN | Nha Trang, Khánh Hòa    | Nha Trang Stadium |
| SHB Đà Nẵng         | Đà Nẵng                 | Chi Lăng Stadium  |
| Sông Lam Nghệ An    | Vinh, Nghệ An           | Vinh Stadium      |
| Than Quảng Ninh FC  | Cẩm Phả, Quảng Ninh     | Cẩm Phả Stadium   |
| FC Thanh Hóa        | Thanh Hóa, Thanh Hóa    | Thanh Hóa Stadium |
| XSKT Cần Thơ        | Cần Thơ                 | Cần Thơ Stadium   |

## Abschlusstabelle
| Pl. | Verein                  | Sp. | S  | U | N  | Tore    | Diff. | Punkte |
| --- | ----------------------- | --- | -- | - | -- | ------- | ----- | ------ |
| 1.  | Becamex Bình Dương (M)  | 26  | 16 | 4 | 6  | 057:330 | +24   | 52     |
| 2.  | Hà Nội T&T              | 26  | 13 | 7 | 6  | 051:300 | +21   | 46     |
| 3.  | FLC Thanh Hóa           | 26  | 13 | 5 | 8  | 042:440 | −2    | 44     |
| 4.  | Than Quảng Ninh FC      | 26  | 13 | 3 | 10 | 039:310 | +8    | 42     |
| 5.  | Sanna Khánh Hòa BVN (N) | 26  | 12 | 6 | 8  | 035:350 | ±0    | 42     |
| 6.  | Hải Phòng FC (P)        | 26  | 11 | 8 | 7  | 031:280 | +3    | 41     |
| 7.  | Sông Lam Nghệ An        | 26  | 10 | 7 | 9  | 036:360 | ±0    | 37     |
| 8.  | QNK Quảng Nam           | 26  | 9  | 9 | 8  | 049:390 | +10   | 36     |
| 9.  | SHB Đà Nẵng             | 26  | 10 | 6 | 10 | 042:320 | +10   | 36     |
| 10. | Đồng Tâm Long An        | 26  | 8  | 9 | 9  | 039:420 | −3    | 33     |
| 11. | XSKT Cần Thơ (N)        | 26  | 6  | 7 | 13 | 032:520 | −20   | 25     |
| 12. | FC Đồng Tháp (N)        | 26  | 7  | 3 | 16 | 034:540 | −20   | 24     |
| 13. | Hoàng Anh Gia Lai       | 26  | 6  | 6 | 14 | 033:500 | −17   | 24     |
| 14. | CLB Đồng Nai (R)        | 26  | 5  | 6 | 15 | 035:520 | −17   | 21     |

| Zum Saisonende 2015: |
| Vietnamesischer Meister und Teilnahme an der Gruppenphase der AFC Champions League sowie Teilnahme an der Mekong Club Championship Vizemeister und Teilnahme an der zweiten Qualifikationsrunde der AFC Champions League 2016 Abstieg in die V.League 2 2018 |

| Zum Saisonende 2014: |                                         |
| (M)                  | Amtierender Meister: Becamex Bình Dương |
| (P)                  | Amtierender Pokalsieger: Hải Phòng FC   |
| (N)                  | Aufsteiger aus der 2014                 |

## Beste Torschützen
Stand: Saisonende 2015
| Platz | Spieler                  | Mannschaft          | Tore |
| ----- | ------------------------ | ------------------- | ---- |
| 1.    | Patiyo Tambwe            | QNK Quảng Nam       | 18   |
| 2.    | Lê Văn Thắng             | XSKT Cần Thơ        | 16   |
| 3.    | Hoàng Vũ Samson          | Hà Nội T&T          | 15   |
| 4.    | Christian Amougou        | CLB Đồng Nai        | 14   |
| 4.    | Souleymane Diabate       | Đồng Tâm Long An    | 14   |
| 6.    | Hoàng Đình Tùng          | FLC Thanh Hóa       | 13   |
| 6.    | Nguyễn Văn Quyết         | Hà Nội T&T          | 13   |
| 6.    | Errol Anthony Stevens    | Hải Phòng FC        | 13   |
| 9.    | Samson Kpenosen          | FC Đồng Tháp        | 12   |
| 9.    | Iheroume Uche            | Sanna Khánh Hòa BVN | 12   |
| 11.   | Abass Cheikh Dieng       | Becamex Bình Dương  | 11   |
| 11.   | Pape Omar Fayé           | FLC Thanh Hóa       | 11   |
| 11.   | Gonzalo Damian Marronkle | Hà Nội T&T          | 11   |
| 11.   | Đinh Thanh Trung         | QNK Quảng Nam       | 11   |
| 15.   | Nguyễn Trung Đại Dương   | QNK Quảng Nam       | 10   |
| 16.   | Felix Gbenga Ajala       | FC Đồng Tháp        | 9    |
| 16.   | Nguyễn Anh Đức           | Becamex Bình Dương  | 9    |
| 16.   | Nguyễn Tăng Tuấn         | Becamex Bình Dương  | 9    |